# Belgische Gouden Schoen 2023
De Belgische Gouden Schoen 2023 werd op 18 januari 2024 uitgereikt. Het was de 70ste keer dat de voetbaltrofee voor de beste speler in de Belgische competitie wordt uitgedeeld. Toby Alderweireld van Antwerp FC won de prijs voor de eerste keer. 
De Gouden Schoen voor beste Belgische voetbalster ging voor de vierde maal naar Tessa Wullaert van Fortuna Sittard.
De Gouden Schoen werd uitgereikt in Antwerp Avenue.

## Uitslag

### Mannen
| Nr. | Land                                | Naam              | Club(s)           | Ptn. |
| --- | ----------------------------------- | ----------------- | ----------------- | ---- |
| 1.  | Vlag van België                     | Toby Alderweireld | Antwerp FC        | 647  |
| 2.  | Vlag van Spanje                     | Cameron Puertas   | Union Sint-Gillis | 278  |
| 3.  | Vlag van Algerije                   | Mohamed Amoura    | Union Sint-Gillis | 226  |
| 4.  | Vlag van België                     | Mike Trésor       | KRC Genk          | 185  |
| 5.  | Vlag van België                     | Jan Vertonghen    | RSC Anderlecht    | 170  |
| 6.  | Vlag van Malta · Vlag van Frankrijk | Teddy Teuma       | Union Sint-Gillis | 124  |
| 7.  | Vlag van België                     | Arthur Vermeeren  | Antwerp FC        | 117  |
| 8.  | Vlag van Nigeria                    | Victor Boniface   | Union Sint-Gillis | 71   |
| 9.  | Vlag van Nigeria                    | Gift Orban        | KAA Gent          | 63   |
| 10. | Vlag van België                     | Hugo Cuypers      | KAA Gent          | 40   |

### Vrouwen
| Nr. | Land              | Naam                  | Club(s)                          | Ptn. |
| --- | ----------------- | --------------------- | -------------------------------- | ---- |
| 1.  | Vlag van België   | Tessa Wullaert        | Fortuna Sittard                  | 254  |
| 2.  | Vlag van België   | Marie Detruyer        | Oud-Heverlee Leuven              | 137  |
| 3.  | Vlag van België   | Janice Cayman         | Olympique Lyon / Leicester City  | 66   |
| 4.  | Vlag van België   | Nicky Evrard          | Oud-Heverlee Leuven / Chelsea FC | 43   |
| 5.  | Vlag van België   | Sarah Wijnants        | Anderlecht                       | 40   |
| 6.  | Vlag van België   | Lore Jacobs           | Anderlecht                       | 37   |
| 7.  | Vlag van België   | Sari Kees             | Oud-Heverlee Leuven              | 33   |
| 7.  | Vlag van Roemenië | Ștefania Vătafu       | Anderlecht                       | 33   |
| 9.  | Vlag van België   | Laura De Neve         | Anderlecht                       | 24   |
| 10. | Vlag van België   | Justine Vanhaevermaet | Reading FC / Everton FC          | 21   |

## Nevenprijzen

### Goal van het Jaar
| Nr. | Land            | Naam              | Club           |
| --- | --------------- | ----------------- | -------------- |
| 1.  | Vlag van België | Toby Alderweireld | Antwerp FC     |
| 2.  | Vlag van België | Francis Amuzu     | RSC Anderlecht |
| 3.  | Vlag van Spanje | Ferran Jutglà     | Club Brugge    |

### Trainer van het Jaar
| Nr. | Land               | Naam              | Club              | Punten |
| --- | ------------------ | ----------------- | ----------------- | ------ |
| 1.  | Vlag van Nederland | Mark van Bommel   | Antwerp FC        | 553    |
| 2.  | Vlag van Duitsland | Alexander Blessin | Union Sint-Gillis | 407    |
| 3.  | Vlag van België    | Karel Geraerts    | Union Sint-Gillis | 314    |

### Doelman van het Jaar
| Nr. | Land                                 | Naam            | Club              | Punten |
| --- | ------------------------------------ | --------------- | ----------------- | ------ |
| 1.  | Vlag van Frankrijk                   | Jean Butez      | Antwerp FC        | 594    |
| 2.  | Vlag van Luxemburg · Vlag van België | Anthony Moris   | Union Sint-Gillis | 347    |
| 3.  | Vlag van Nederland                   | Bart Verbruggen | RSC Anderlecht    | 225    |

### Belofte van het Jaar
| Nr. | Land             | Naam              | Club       | Punten |
| --- | ---------------- | ----------------- | ---------- | ------ |
| 1.  | Vlag van België  | Arthur Vermeeren  | Antwerp FC | 835    |
| 2.  | Vlag van Marokko | Bilal El Khannous | KRC Genk   | 281    |
| 3.  | Vlag van Nigeria | Gift Orban        | KAA Gent   | 208    |

### Beste Belg in het buitenland
| Nr. | Naam            | Club            | Punten |
| --- | --------------- | --------------- | ------ |
| 1.  | Kevin De Bruyne | Manchester City | 492    |
| 2.  | Jérémy Doku     | Manchester City | 412    |
| 3.  | Loïs Openda     | RB Leipzig      | 310    |

1954 · 
1955 · 
1956 · 
1957 · 
1958 · 
1959 · 
1960 · 
1961 · 
1962 · 
1963 · 
1964 · 
1965 · 
1966 · 
1967 · 
1968 · 
1969 · 
1970 · 
1971 · 
1972 · 
1973 · 
1974 · 
1975 · 
1976 · 
1977 · 
1978 · 
1979 · 
1980 · 
1981 · 
1982 · 
1983 · 
1984 · 
1985 · 
1986 · 
1987 · 
1988 · 
1989 · 
1990 · 
1991 · 
1992 · 
1993 · 
1994 · 
1995 · 
1996 · 
1997 · 
1998 · 
1999 · 
2000 · 
2001 · 
2002 · 
2003 · 
2004 · 
2005 · 
2006 · 
2007 · 
2008 · 
2009 · 
2010 · 
2011 · 
2012 · 
2013 · 
2014 · 
2015 · 
2016 · 
2017 ·
2018 ·
2019 ·
2020 ·
2022 ·
2023 ·
2024